# Rhododendron tenue
Rhododendron tenue är en ljungväxtart som beskrevs av Ren Chang Ching, Wen Pei Fang och M.Y. He. Rhododendron tenue ingår i släktet rododendron, och familjen ljungväxter. Inga underarter finns listade i Catalogue of Life.